# Persone di cognome Riva
| Questa pagina contiene informazioni ricavate automaticamente dalle voci biografiche con l'ausilio del template Bio e di un bot. L'aggiornamento è periodico e automatico e ricostruisce completamente la pagina. Se manca una persona in questa lista, sei pregato di non aggiungerla, ma accertati piuttosto che la sua voce biografica contenga il template Bio e che i dati anagrafici siano correttamente compilati. Se il template Bio manca, inseriscilo tu stesso o, in alternativa, metti l'avviso {{tmp\|Bio}} che ne segnala la mancanza. Se i dati riportati sono sbagliati, correggi direttamente la voce biografica; le modifiche saranno visibili in questa lista entro pochi giorni. Per chiarimenti vedi il progetto antroponimi. La lista contiene solo le 61 persone che sono citate nell'enciclopedia e per le quali è stato implementato correttamente il template Bio. Pagina aggiornata al 23 lug 2025. |

Questa è una lista di persone presenti nell'enciclopedia che hanno il cognome Riva, suddivise per attività principale.

## Allenatori di calcio(4)
- Aldo Riva, allenatore di calcio e calciatore italiano (Milano, n. 1923)
- Ferdinando Riva, allenatore di calcio e calciatore svizzero (Coldrerio, n. 1930 - Chiasso, † 2014)
- Pietro Riva, allenatore di calcio e calciatore italiano (Lecco, n. 1918)
- Sergio Riva, allenatore di calcio e calciatore italiano (Scanzorosciate, n. 1924)

## Architetti(1)
- Umberto Riva, architetto e designer italiano (Milano, n. 1928 - Palermo, † 2021)

## Attrici(4)
- Diana-Maria Riva, attrice statunitense (Cincinnati, n. 1969)
- Emmanuelle Riva, attrice cinematografica francese (Cheniménil, n. 1927 - Parigi, † 2017)
- Maria Riva, attrice statunitense (Berlino, n. 1924)
- Winni Riva, attrice e doppiatrice italiana (Torino, n. 1918 - Roma, † 1996)

## Aviatori(1)
- Antonio Riva, aviatore italiano (Shanghai, n. 1896 - Pechino, † 1951)

## Avvocati(2)
- Cristoforo Riva, avvocato, politico e nobile italiano (Milano, n. 1771 - Galbiate)
- Pietro Riva, avvocato e politico italiano (Ivrea, n. 1809 - Ivrea, † 1867)

## Bobbisti(1)
- Sergio Riva, ex bobbista italiano (Bergamo, n. 1983)

## Calciatori(4)
- Gigi Riva, calciatore e dirigente sportivo italiano (Leggiuno, n. 1944 - Cagliari, † 2024)
- Mariano Riva, ex calciatore italiano (Tortona, n. 1953)
- Mario Riva, calciatore italiano (Monza, n. 1909)
- Osvaldo Riva, calciatore italiano (Cesena, n. 1937 - Longiano, † 2020)

## Calciatrici(1)
- Virginia Riva, calciatrice italiana (n. 1992)

## Cantanti(2)
- Markus Riva, cantante e conduttore televisivo lettone (Talsi, n. 1986)
- Olly, cantante, paroliere e produttore discografico italiano (Bergamo, n. 1974)

## Cantautori(1)
- Massimo Riva, cantautore, musicista e produttore discografico italiano (Bologna, n. 1963 - Bologna, † 1999)

## Cestisti(2)
- Antonello Riva, ex cestista e dirigente sportivo italiano (Lecco, n. 1962)
- Ezio Riva, ex cestista italiano (Udine, n. 1957)

## Chirurghi(1)
- Giovanni Guglielmo Riva, chirurgo e anatomista italiano (Asti, n. 1627 - Roma, † 1677)

## Chitarristi(1)
- Roberto Riva, chitarrista italiano (Erba, n. 1957)

## Dirigenti sportivi(1)
- Nilo Riva, dirigente sportivo, hockeista su ghiaccio e ingegnere italiano (n. 1945 - Alleghe, † 2012)

## Disc jockey(1)
- Max Brigante, disc jockey e conduttore radiofonico italiano (Milano, n. 1975)

## Doppiatrici(1)
- Gea Riva, doppiatrice italiana (Milano, n. 1985)

## Giornalisti(4)
- Beppe Riva, giornalista, critico musicale e produttore discografico italiano (Lecco, n. 1956)
- Gigi Riva, giornalista e scrittore italiano (Nembro, n. 1959)
- Massimo Riva, giornalista e politico italiano (Milano, n. 1940)
- Valerio Riva, giornalista italiano (Milano, n. 1929 - † 2004)

## Hockeisti su ghiaccio(1)
- Diego Riva, ex hockeista su ghiaccio, hockeista in-line e dirigente sportivo italiano (Alleghe, n. 1967)

## Imprenditori(2)
- Bartolomeo Riva, imprenditore e medico italiano (Castel Goffredo, n. 1804 - Castel Goffredo, † 1865)
- Felice Riva, imprenditore e dirigente sportivo italiano (Legnano, n. 1935 - Forte dei Marmi, † 2017)

## Ingegneri(1)
- Alberto Riva, ingegnere e imprenditore italiano (Casnate con Bernate, n. 1848 - Milano, † 1924)

## Lottatori(1)
- Osvaldo Riva, lottatore italiano (Genova, n. 1927 - Genova, † 2004)

## Mezzofondiste(1)
- Antonella Riva, mezzofondista italiana (San Secondo Parmense, n. 1981)

## Mezzofondisti(2)
- Federico Riva, mezzofondista italiano (Roma, n. 2000)
- Pietro Riva, mezzofondista italiano (Alba, n. 1997)

## Militari(1)
- Mario Riva, militare e partigiano italiano (Lentate sul Seveso, n. 1900 - Kolašin, † 1943)

## Modelli(1)
- Samuele Riva, modello italiano (Milano, n. 1981)

## Partigiani(1)
- Edmondo Riva, partigiano italiano (Monterotondo, n. 1901 - Canneto Sabino, † 1944)

## Pattinatori artistici a rotelle(1)
- Roberto Riva, pattinatore artistico a rotelle italiano (Monza, n. 1986)

## Pittori(3)
- Giovan Battista Riva, pittore italiano (Bergamo, n. 1830 - Bergamo, † 1910)
- Giuseppe Riva, pittore italiano (Ivrea, n. 1834 - Ivrea, † 1916)
- Giuseppe Riva, pittore italiano (Bergamo, n. 1861 - Bergamo, † 1948)

## Politici(4)
- Dino Riva, politico italiano (Rocca Pietore, n. 1928 - Rocca Pietore, † 2010)
- Giuseppe Riva, politico italiano (Arsiè, n. 1894 - † 1979)
- Lamberto Riva, politico italiano (Galbiate, n. 1933 - Lecco, † 2013)
- Salvatore Riva, politico italiano (Sampierdarena, n. 1802 - Parma, † 1875)

## Poliziotti(1)
- Attilio Felice Riva, carabiniere italiano (Torino, n. 1874 - Messina, † 1954)

## Presbiteri(1)
- Giuseppe Riva, presbitero e saggista italiano (Milano, n. 1803 - † 1876)

## Sciatrici alpine(1)
- Pia Riva, ex sciatrice alpina italiana (Piovene Rocchette, n. 1935)

## Scultori(4)
- Eli Riva, scultore italiano (Rovenna, n. 1921 - Como, † 2007)
- Remo Riva, scultore italiano (Cuorgnè, n. 1909 - Milano, † 1974)
- Silverio Riva, scultore italiano (Voghera, n. 1940 - Voghera, † 1998)
- Ugo Riva, scultore italiano (Bergamo, n. 1951)

## Stilisti(1)
- Lorenzo Riva, stilista italiano (Monza, n. 1938 - Monza, † 2023)

## Velociste(1)
- Giulia Riva, velocista italiana (Milano, n. 1992)

## Vescovi cattolici(1)
- Clemente Riva, vescovo cattolico italiano (Medolago, n. 1922 - Roma, † 1999)